# Satana scatena gli angeli ribelli
Satana scatena gli angeli ribelli è un dipinto (52x40 cm) realizzato a penna ed acquarello nel 1808 dal pittore William Blake. È conservato nel Victoria and Albert Museum di Londra.
Questo quadro fa parte di una serie di dodici illustrazioni ispirate dalle poesie di John Milton.
La scena raffigura Satana mentre chiama a raccolta tutti gli angeli ribelli, a seguito della cacciata dal Paradiso.